# Adrián Gorostidi
Adrián Gorostidi (Hurlingham, Buenos Aires, 11 de febrero de 1973) es un entrenador y exjugador de fútbol argentino.

## Trayectoria

### Jugador
Inició su carrera en Sportivo Italiano, siendo fichado en 1994 por Gimnasia y Esgrima de Jujuy, lo que le permitió hacer su debut en la Primera División de Argentina.
En enero de 1997 fue traspasado a Colón. Entraría en la historia del club al anotar el primer gol de su equipo en un torneo internacional, en un enfrentamiento ante la Universidad de Chile por la Copa Conmebol un 27 de agosto de 1997.
En el primer semestre de 2001 fue cedido a préstamo al club peruano Universitario. Aunque tuvo varias oportunidades de jugar tanto en la Primera División del Perú como en la Copa Libertadores, no anotó ningún gol. Regresó a Colón y, a comienzos del año siguiente, se incorporó a Belgrano.
Con los cordobeses vivió el descenso al término del Torneo Clausura 2002, y disputó luego una temporada en la segunda división.
En los últimos años de su carrera, Gorostidi incursionó en el fútbol de Ecuador e Italia, y actuó en equipos del ascenso argentino como Tristán Suárez y Atlético Tucumán. Se retiró a fines de 2007 en el Folgore Caratese de la Serie D de Italia.

### Entrenador
Tras abandonar la actividad profesional como jugador, Gorostidi pasó a desempeñarse como entrenador. De ese modo estuvo al frente de Ben Hur de Rafaela, Tiro Federal de Morteros, Andino de La Rioja, Unión Aconquija, Unión Santiago, Güemes de Santiago del Estero y Chaco For Ever -donde fue ayudante de campo de Pablo Martel-, y Juventud Antoniana de Salta.

## Clubes

### Jugador
| Club                       | País      | Año         |
| -------------------------- | --------- | ----------- |
| Sportivo Italiano          | Argentina | 1991 - 1994 |
| Gimnasia y Esgrima (Jujuy) | Argentina | 1994 - 1996 |
| Colón                      | Argentina | 1997 - 2000 |
| Universitario              | Perú      | 2001        |
| Colón                      | Argentina | 2001        |
| Belgrano                   | Argentina | 2002        |
| Espoli                     | Ecuador   | 2003 - 2004 |
| Cosenza                    | Italia    | 2004        |
| Tristán Suárez             | Argentina | 2005        |
| Atlético Tucumán           | Argentina | 2006        |
| Folgore Caratese           | Italia    | 2007        |

### Entrenador
| Club                       | País      | Año         |
| -------------------------- | --------- | ----------- |
| Ben Hur                    | Argentina | 2010 - 2011 |
| Tiro Federal de Morteros   | Argentina | 2011        |
| Andino                     | Argentina | 2012        |
| Unión Aconquija            | Argentina | 2013        |
| Unión Santiago             | Argentina | 2017        |
| Chaco For Ever (asistente) | Argentina | 2018 - 2019 |
| Güemes (asistente)         | Argentina | 2019 - 2022 |
| Chaco For Ever (asistente) | Argentina | 2022 - 2023 |
| Juventud Antoniana         | Argentina | 2023        |
| Ben Hur                    | Argentina | 2025 -      |

## Vida personal
Su hija Catalina Gorostidi, que es médica internista, participó entre 2023 y 2024 de la undécima temporada de Gran Hermano.